# アルバコア (SS-218)
アルバコア (USS Albacore, SS-218) は、アメリカ海軍の潜水艦。ガトー級潜水艦の7番艦。艦名はマグロの一種ビンナガマグロに因む。その名を持つ艦としては第一次世界大戦時に民間モーターボートを徴用した哨戒艇(SP-751)以来2隻目。なお、戦没から9年後に艦型実験開発潜水艦として3代目「アルバコア」が就役している。

## 艦歴
アルバコアは1941年4月21日にコネチカット州グロトンのエレクトリック・ボートで起工する。1942年2月17日にエールウィン・F・カッツ夫人エリスによって進水し、艦長リチャード・クロス・レイク少佐（アナポリス1929年組）の指揮下、1942年6月1日に就役する。その後、パナマ運河地帯を経由し8月12日に真珠湾に到着した。

### 第1の哨戒 1942年8月 - 10月
8月28日、アルバコアは最初の哨戒でトラック諸島方面に向かった。9月5日、アルバコアがタラワ環礁を偵察すると、環礁内には5,000トンないし8,000トン級輸送船、1,000トン級護衛艦および300トン級小型船が停泊しているのを発見する。しかし、絶好の好餌も環礁内にいては攻撃も出来なかった。バナバ島とナウルを偵察の後、トラック北東海域の哨区に到着後、9月13日朝には北緯08度34分 東経151度10分 / 北緯8.567度 東経151.167度の地点で2隻の輸送船を発見。戦闘配置を令して潜航し、最初の目標に向けて魚雷を3本、続く目標に魚雷を2本それぞれ発射。2番目の目標に向かった魚雷が命中し、目標を撃破したように見えた。10月1日夜、アルバコアは北緯08度59分 東経150度43分 / 北緯8.983度 東経150.717度の地点でタンカーを攻撃するため浮上。まず魚雷を2本発射するが外れ、続いてもう2本発射して2本とも命中したように見えた。三度目の攻撃では魚雷を1本だけ発射したが命中せず、翌10月2日未明には魚雷を2本発射したがこれも命中せず、タンカーはいくらか沈んだように見えたが、少なくとも自力航行は可能だった。10月7日、トラック近海で浮上航走中の潜水艦「伊21」を発見。4000mの距離で潜望鏡観測中に相手に発見されてしまう。「伊21」はアルバコアの方向へ艦首を向けてきたため攻撃を諦めた。10月9日には、北緯08度25分 東経151度08分 / 北緯8.417度 東経151.133度の地点で「最上型重巡洋艦」と駆逐艦に護衛された翔鶴型航空母艦と目される艦艇を発見したが、警戒に隙がなく空母に8,000ヤードまで接近するのがやっとで、最終的には攻撃をあきらめざるを得なかった。翌10月10日午後にも北緯08度20分 東経151度21分 / 北緯8.333度 東経151.350度の地点で4,000トン級輸送船を発見し、まず魚雷を1本だけ発射するも命中せず、次いでもう1本発射して命中させ、乗組員は12分後に轟いた2つの爆発音で目標を撃沈したと判断した。10月11日は、午前中から深深度潜航を余儀なくされた日だった。15時48分に潜望鏡深度に浮上したアルバコアは、2隻の駆逐艦と哨戒機を発見。程なく3隻目の艦艇がやってきてアルバコアの頭上を頻繁に航行し、そのスクリュー音はアルバコア全体に響くほどだった。アルバコアは無音潜航でじっとするしかなかったが、7時間後には艦艇はどこかに去っていた。アルバコアは浮上し、翌日ミッドウェー島に針路を向けた。この哨戒中、アルバコアは接敵機会こそ複数あれど、いずれも結果にはつながらなかった。帰途の10月14日から15日にかけては、ウジェラング環礁とエニウェトク環礁を潜航偵察した。10月20日、アルバコアは53日間の行動を終えてミッドウェー島に帰投。改装でエリコン20mm機関砲が搭載された。

### 第2の哨戒 1942年11月 - 12月

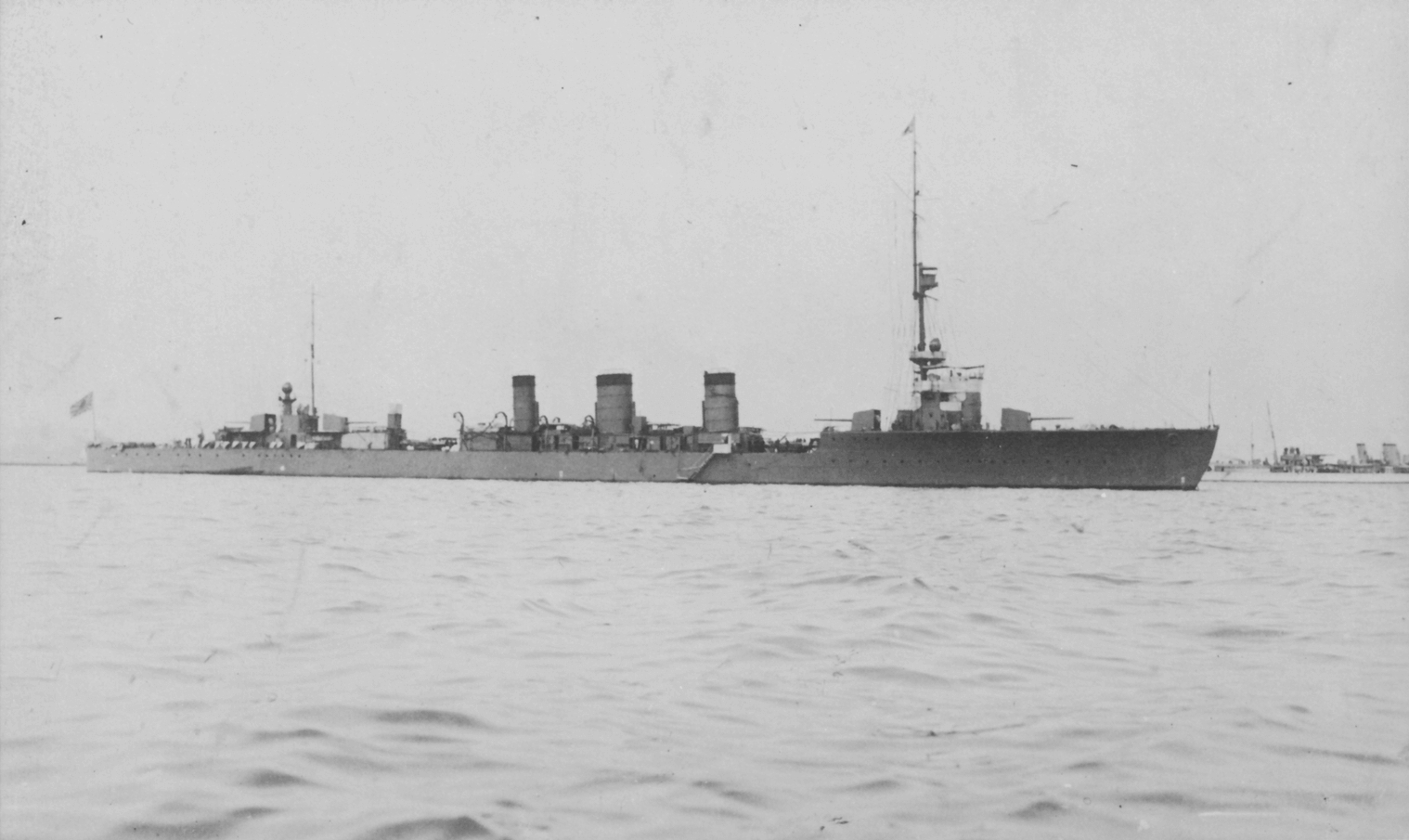
軽巡洋艦「天龍」（1925年）

11月11日、アルバコアは2回目の哨戒でソロモン諸島、ニューギニア方面に向かった。ニューブリテン島セント・ジョージ海峡とニューギニア東岸ヴィティアス海峡を結ぶ海域を哨戒。11月24日夜、アルバコアは南緯04度45分 東経152度40分 / 南緯4.750度 東経152.667度のニューギニア島マダン近海で輸送船と護衛艦を発見し、艦尾発射管から魚雷を2本発射したが命中しなかった。2日後の11月26日夜、アルバコアは南緯05度30分 東経152度20分 / 南緯5.500度 東経152.333度の地点で4隻の駆逐艦を発見し、浮上して更なる確認を行う。ところが、駆逐艦の1隻がアルバコアを発見したらしく反転して爆雷攻撃を行い、この攻撃で、アルバコアは気密室とケーブルの周囲にいくつかの破口を生じた。2時間後、一連の爆雷攻撃はおさまった。アルバコアは哨戒海域をヴィティアス海峡寄りにシフトした。12月13日夜には南緯06度44分 東経148度29分 / 南緯6.733度 東経148.483度の地点で3隻の駆逐艦を発見した。絶好のチャンスが到来して魚雷を3本発射したが、またもや攻撃は失敗に終わった。12月18日、アルバコアはマダン沖に到着した。程なくして、アルバコアは輸送船と駆逐艦で構成された輸送船団を発見した。この船団はニューギニアの戦いの一環であるム号作戦でマダンを攻略する日本陸軍部隊を輸送していたものであり、2隻の特設巡洋艦、「愛国丸」（大阪商船、10,437トン）と「護国丸」（大阪商船、10,438トン）が船団の中心で、軽巡洋艦「天龍」と駆逐艦「磯波」「涼風」「荒潮」「電」がこれを護衛していた。輸送船団は直前の B-17 の空襲を潜り抜けてきたところだった。暗闇が降りた頃、アルバコアはマダン沖の泊地に入りつつあった6,000トン級輸送船と駆逐艦に対して魚雷を4本発射。20時25分、魚雷は6,000トン級輸送船と駆逐艦ではなく、輪形陣の外側にあった「天龍」の中央部に2本が命中。天龍は2時間半後の23時ごろに南緯05度11分 東経145度57分 / 南緯5.183度 東経145.950度の地点で沈没した。「天龍」撃沈は、第二次世界大戦におけるアメリカ潜水艦による最初の軽巡洋艦撃沈だったが、攻撃当初は6,000トン級輸送船を撃沈したと判断しており、撃沈が認定されたのは、攻撃から1年近く経ってからのことだった。「磯波」と「涼風」が「天龍」の生存者を救助中、アルバコアは魚雷を2本発射。魚雷は命中せず、「磯波」と「涼風」が反撃してきたが、アルバコアは反撃をかわして逃げ切った。12月30日、アルバコアは49日間の行動を終えてブリスベンに帰投。エンジンを修理した。

### 第3、第4の哨戒 1943年1月 - 5月

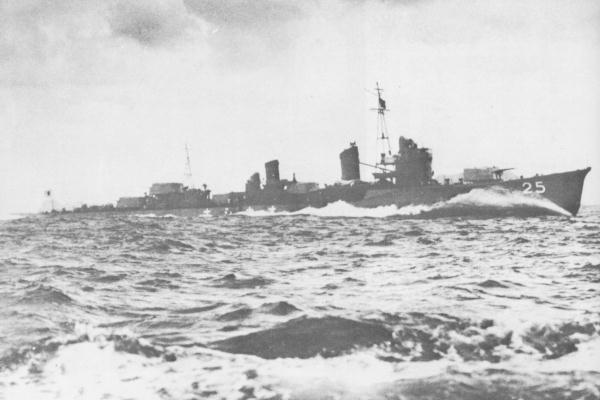
駆逐艦「大潮」

1943年1月20日、アルバコアは3回目の哨戒でニューギニア、ビスマルク海方面に向かった。1月26日未明、南緯06度58分 東経154度48分 / 南緯6.967度 東経154.800度の地点で2隻の輸送船と2隻の駆潜艇を発見し、3,000トン級輸送船に対して魚雷を2本発射したが命中しなかった。1月28日夕刻にも南緯04度15分 東経152度29分 / 南緯4.250度 東経152.483度のセントジョージ海峡で800トン級の日本潜水艦を発見し、魚雷を3本発射して1つの爆発音を聴取したが、目標が沈んだ様子はなかった。2月以降はトラックとカビエン間の交通路、次いでウェワクとパラオ間の交通路に転じて哨戒を続ける。2月7日にウェワクを偵察するも、船影はひとつもなかった。2月20日、アルバコアは南緯00度50分 東経146度06分 / 南緯0.833度 東経146.100度のマヌス島沖で「白鷹級敷設艦」と思われる艦船と、それを護衛する駆逐艦および護衛艦を発見。これらは、ラバウルからウェワクに向かう輸送船団だった。明け方近く、アルバコアは駆逐艦に対して3本、「白鷹級敷設艦」に対して魚雷を2本発射し、最初の魚雷のうち1本が駆逐艦「大潮」に命中し、航行不能となる。続く攻撃でアルバコアは、航行不能の「大潮」に対して魚雷を1本、僚艦の「朝潮」に対して魚雷を2本発射したが、全て外れた。「大潮」は「朝潮」に曳航されたものの、翌11日に船体が切断し沈没した。アルバコアは当時、「白鷹級敷設艦」を撃沈し、「大潮」を撃破したと判断したが、戦後に修正された。翌日以降もアルバコアはタンカーや数隻の貨物船、駆逐艦と目標には恵まれた。2月23日未明には南緯01度03分 東経147度49分 / 南緯1.050度 東経147.817度の地点で、高速で走り回る駆逐艦に対して魚雷を計4本発射したが全て外れ、同じ日の午後には南緯00度55分 東経147度51分 / 南緯0.917度 東経147.850度の地点で隠戸型給油艦だと判断されたタンカーと輸送船に対して魚雷を2本発射したが、これも命中しなかった。2月28日にも南緯00度19分 東経147度31分 / 南緯0.317度 東経147.517度の地点で2隻の輸送船と1隻の駆潜艇からなる輸送船団を発見し、輸送船に対して魚雷を2本ずつ計4本発射したが命中しなかった。3月11日、アルバコアは50日間行動を終えてブリスベンに帰投。乾ドックで整備された。
4月6日、アルバコアは4回目の哨戒でニューギニア、ビスマルク海、ソロモン諸島の各方面に向かった。哨戒期間の前半はカビエン近海で哨戒し、4月15日朝に南緯01度22分 東経149度17分 / 南緯1.367度 東経149.283度のムッソウ島近海で輸送船団を発見し、南緯01度50分 東経149度28分 / 南緯1.833度 東経149.467度の地点に至り魚雷を4本発射したが、命中しなかった。その後ラバウルにいたる交通路を哨戒した。4月23日、アルバコアは南緯00度36分 東経146度33分 / 南緯0.600度 東経146.550度の地点で目標を探知する。追跡して確認すると、目標は2,000トン級輸送船であり、朝になってから南緯00度55分 東経148度00分 / 南緯0.917度 東経148.000度の地点で魚雷を3本発射したが、この攻撃も成功しなかった。4月29日には南緯02度27分 東経149度25分 / 南緯2.450度 東経149.417度の地点で病院船吉野丸（日本郵船、8,990トン）を確認した。5月26日、アルバコアは50日間の行動を終えてブリスベンに帰投。艦長がオスカー・E・ハグベリ少佐（アナポリス1931年組）に代わった。

### 第5、第6の哨戒 1943年6月 - 9月
6月16日、アルバコアは5回目の哨戒でビスマルク海、ソロモン諸島方面に向かった。7月12日、アルバコアは北緯01度18分 東経142度17分 / 北緯1.300度 東経142.283度の地点で4隻の輸送船団を発見し、魚雷を3本発射して3,700トン級輸送船に1本が命中したと判断される。この輸送船団に対しては、翌7月13日には5,000トン級輸送船と「手負い」の3,700トン級輸送船に対して魚雷を3本ずつ計6本発射したものの、これは命中しなかった。追撃は7月14日まで続き、近在の「グルーパー」(USS Grouper, SS-214) と「ドラム」(USS Drum, SS-228) と連携して船団を追ったが、最終的には見失った。7月19日には北緯00度37分 東経149度25分 / 北緯0.617度 東経149.417度の地点で2隻の輸送船を発見し、最初の4,500トン級もしくは6,400トン級輸送船に3本、二番目の輸送船に2本の魚雷を発射し、4,500トン級もしくは6,400トン級輸送船に魚雷を1本命中させて撃破を報じたが、最終的な確認が取れなかった。7月31日、アルバコアは45日間の行動を終えてブリスベンに帰投。潜水母艦「フルトン 」(USS Fulton, AS-11) に横付けして整備を行った。
8月23日、アルバコアは6回目の哨戒でビスマルク海、ソロモン諸島方面に向かった。8月31日、アルバコアは南緯04度42分 東経154度41分 / 南緯4.700度 東経154.683度の地点で日本の呂号潜水艦を発見し、「完璧な」接敵の末に魚雷を3本発射したが命中しなかった。9月4日未明、アルバコアは北緯05度32分 東経156度23分 / 北緯5.533度 東経156.383度のポンペイ島沖で2隻の護衛艦がついた2隻の輸送船団を発見して魚雷を4本発射し、3本が特設砲艦「平壌丸」（朝鮮郵船、2,627トン）に命中して平壌丸を2分で撃沈した。アルバコアはこの輸送船団を追跡し続け、4日夜には5,000トン級輸送船に対して魚雷を3本発射したが命中しなかった。トロール船改装の護衛艦が艦載砲で反撃してきたが追撃を続け、翌5日明け方には北緯03度50分 東経160度20分 / 北緯3.833度 東経160.333度の地点で特設運送船北昭丸（大阪商船、4,211トン）に対して魚雷を3本発射して1本命中させたが、不発であった。9月6日未明、北緯04度36分 東経162度13分 / 北緯4.600度 東経162.217度の地点でこの輸送船団に対する最後の攻撃で輸送船に対して魚雷を3本発射したが命中しなかったが、明け方には敵影の姿は見えず一連の攻撃は終わりを告げた。アルバコアは9月10日に哨戒海域を撤収し、9月15日にツラギ島に寄港した。9月26日、アルバコアは26日間の行動を終えてブリスベンに帰投した。

### 第7の哨戒 1943年10月 - 12月
10月12日、アルバコアは7回目の哨戒でビスマルク海、ソロモン諸島方面に向かった10月25日午後、アルバコアは南緯01度56分 東経149度05分 / 南緯1.933度 東経149.083度の地点で大型輸送船と2,000トン級輸送船を発見し、夜に入って南緯02度26分 東経149度53分 / 南緯2.433度 東経149.883度の地点に至ったところで魚雷を6本発射したが命中しなかった。11月6日には南緯03度05分 東経150度23分 / 南緯3.083度 東経150.383度の地点で病院船を確認。夜に入り、アルバコアは同海域にあった「スティールヘッド」(USS Steelhead, SS-280) が発見した輸送船団についての警報を受信し、その情報に基づいて日本船団攻撃に向かった。11月8日、アルバコアは北緯00度17分 東経149度00分 / 北緯0.283度 東経149.000度の地点で情報にあったであろう輸送船団に接近しつつあったその時、第5空軍の B-25 が、突然アルバコアを爆撃。アルバコアは軽いダメージを受けたものの潜航し哨戒任務を続行したが、この誤爆と回避により船団との接触を失った。
2日後の11月10日未明、南緯03度08分 東経150度17分 / 南緯3.133度 東経150.283度の地点を航行中のアルバコアは再び友軍機の誤爆を受け、潜航しかけたところに爆弾が命中。被害は大きかった。補助電源がすべてストップし、メインの吸気弁が爆撃により破損。そこから海水が流入してきた。アルバコアは浸水によりは140メートルの深度まで沈下してしまった。その後2時間半、アルバコアはトリムがおかしくなった関係で10メートルの浅深度と120メートルの深々度を何度も浮いたり沈んだりした。懸命の修理の結果、アルバコアは再び浮上することが出来たが、念のため再度潜航して修理を続行した。
アルバコアは哨戒を続け、11月5日と11日のラバウル空襲および、11月12日の「スキャンプ」(USS Scamp, SS-277) による攻撃で大破した軽巡洋艦「阿賀野」に止めを刺すよう命令を受けた。アルバコアは11月12日夜に北緯00度57分 東経148度51分 / 北緯0.950度 東経148.850度の地点で阿賀野を含む艦隊を発見し接近したものの、護衛の駆逐艦から4時間に及ぶ爆雷攻撃を見舞われ、止めを刺しえなかった。11月25日には北緯00度51分 東経145度56分 / 北緯0.850度 東経145.933度のパラオ沖で輸送船団を発見し、二度にわたり魚雷を計7本発射して陸軍輸送船「乾山丸」（興国汽船、4,704トン）に2本命中させて撃沈した。12月5日、アルバコアは54日間の行動を終えてブリスベンに帰投。艦長がジェームス・W・ブランチャード少佐（アナポリス1927年組）に代わった。

### 第8の哨戒 1943年12月 - 1944年2月

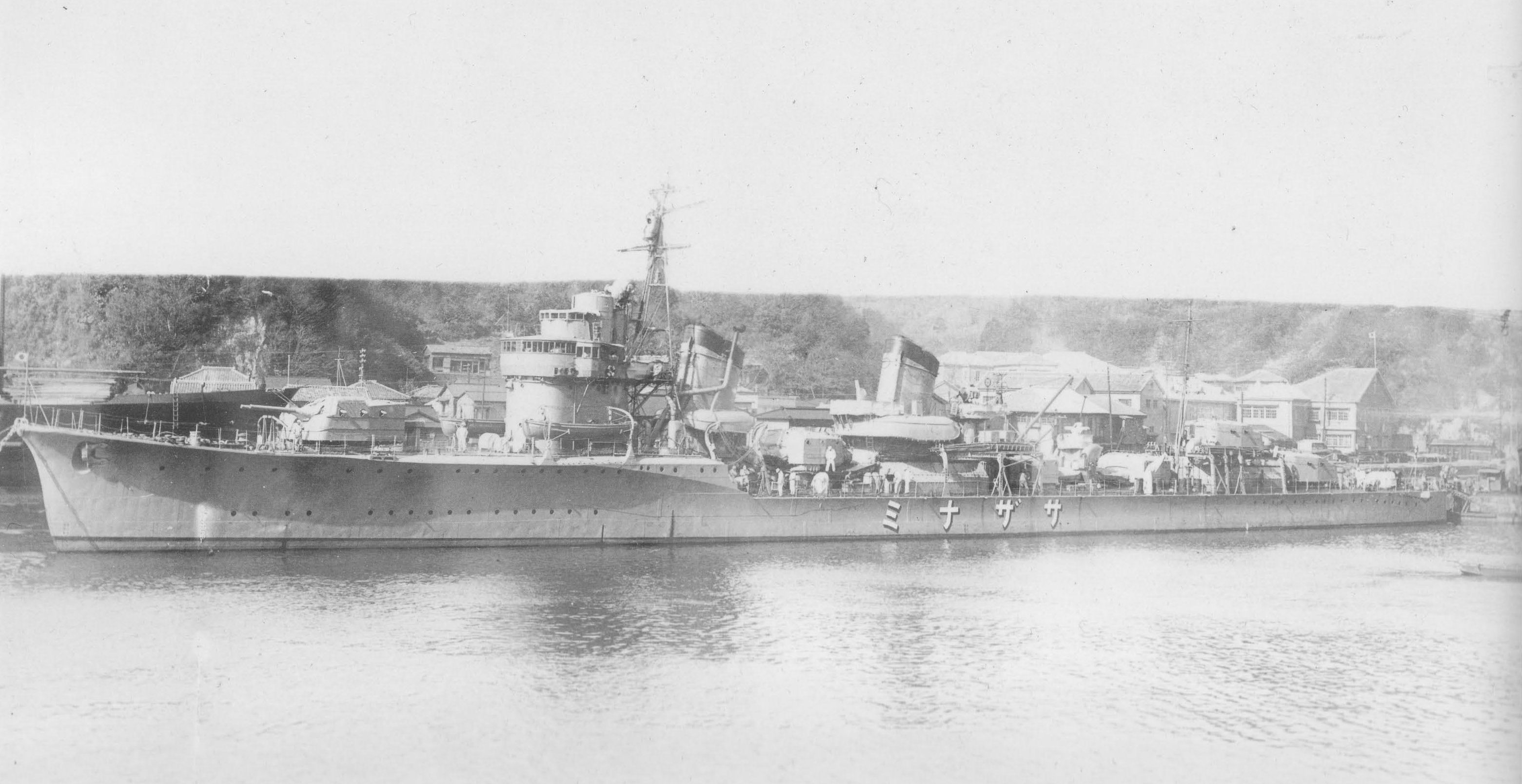
駆逐艦「漣」

12月26日、アルバコアは8回目の哨戒でビスマルク海、トラック諸島方面に向かった。1944年1月4日から5日にかけてはツラギ島で補給を受けた。1月11日夕刻、アルバコアは北緯05度58分 東経149度05分 / 北緯5.967度 東経149.083度の地点で目標を発見し、1月12日朝に最初の攻撃で魚雷を2本発射するが命中せず、夕方になって北緯03度30分 東経147度27分 / 北緯3.500度 東経147.450度のトラック南方海域で魚雷を6本発射し、1本が特設運送船「第二号長江丸」（東亜海運、2,625トン）命中して撃沈し、曳航していた隼艇1隻も道連れにした。2日後の1月14日、アルバコアは北緯05度11分 東経141度02分 / 北緯5.183度 東経141.033度の地点でパラオ東方海域で2隻の駆逐艦を発見する。この駆逐艦は、3隻の特設運送船（給油）、「国洋丸」（国洋汽船、10,026トン）「日本丸」（山下汽船、9,971トン）および「健洋丸」（国洋汽船、10,024トン）を出迎えるためラバウルから会合地点に向かっていた「漣」と「曙」であり、接近が早かったため艦首発射管を差し向けることは出来ず、艦尾発射管の魚雷で攻撃することとなった。アルバコアは魚雷を4本発射し、うち2本が「漣」に命中して「漣」は船体を三分されて沈没した。近くにいた「ガードフィッシュ」(USS Guardfish, SS-217) から目標の沈没を聞かされた後、59発に及ぶ爆雷攻撃が終わるまで息を潜める事となった。船団自体への攻撃は「ガードフィッシュ」と「スキャンプ」に委ねられ、「ガードフィッシュ」が健洋丸を、「スキャンプ」が日本丸を撃沈した。アルバコアは1月23日に一旦哨戒海域を離れてツラギ島に向かい、同島で補給の後トラック近海の哨戒海域に戻った。アルバコアは2月10日にミッドウェー島を経由して真珠湾に帰投するよう指示を受けた。2月22日、アルバコアは59日間の行動を終えて真珠湾に帰投。3日後に本国に回航され、メア・アイランド海軍造船所でオーバーホールを受けた。オーバーホール後に真珠湾に戻ったアルバコアは、その道中で「シャード」(USS Shad, SS-235) と訓練を実施し、5月13日に真珠湾に到着した。到着後2週間もの間、アルバコアは次の哨戒に向けて整備と訓練に従事した。

### 第9の哨戒 1944年5月 - 7月・マリアナ沖海戦

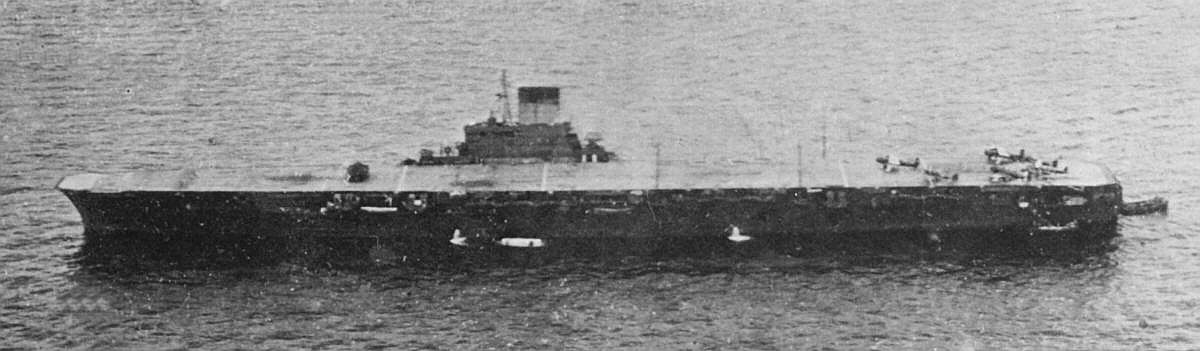
空母「大鳳」

5月29日、アルバコアは9回目の哨戒でマリアナ諸島方面へ向かった。この哨戒は結果的にアルバコアの艦歴のうちで最も有名かつ栄光あるものとなった。この哨戒では、艦船攻撃とサイパン島を攻撃予定の第58任務部隊（マーク・ミッチャー中将）を支援する任務を課せられていた。6月11日、アルバコアは硫黄島近海でに輸送船団を発見したものの、航空機の制圧を受け潜航を余儀なくされ攻撃は出来なかった。
この間、一つの動きが起こりつつあった。6月13日、潜水艦「レッドフィン」(USS Redfin, SS-272) による小沢治三郎中将麾下の第一機動艦隊以下日本艦隊出撃の報を受け、太平洋艦隊潜水艦部隊司令部は艦隊の予想進路上にある潜水艦に、予想海域に向かうよう下令した。潜水艦「フライングフィッシュ」(USS Flying Fish, SS-229) 、「シーホース」(USS Seahorse, SS-304) からの情報を元に潜水艦がマリアナ諸島西方海面に集まってくる。最初に第一機動艦隊に接触したのは「カヴァラ」(USS Cavalla, SS-244) であった。「カヴァラ」は第一機動艦隊の補給船団を追撃するうちに戦艦「大和」「武蔵」、空母「千歳」を含む艦隊を発見したが、駆逐艦に発見されて制圧され一時避退ののち浮上し、艦隊発見を打電。6月19日未明、「カヴァラ」はついに第一機動艦隊の主力を発見した。その報を受け、数隻の潜水艦がその方向に向かったが、そのうちもっとも第一機動部隊に近かったのがアルバコアであった。アルバコアは6月18日に報を受け、マリアナ諸島の西南海域に位置していた。
6月19日7時50分、その少し前の7時16分に一式陸上攻撃機と思しき航空機を発見して潜航していたアルバコアは、左舷前方13,000ヤード (12 km) の距離に空母と重巡洋艦、駆逐艦を潜望鏡越しに望見し、ほどなく右舷側にも空母を発見した。この時、左舷に見えたのが「翔鶴」であり、右舷に見えたのが新鋭空母「大鳳」であった。アルバコアは徐々に距離をつめたが、それでも5,300ヤード (4,800 m)ぐらいの距離はあった。駆逐艦も潜望鏡の視界内に入ってくる。8時10分、諸計算をTDCに委ねたアルバコアは、「どれかが当たるだろう」というアルバコアのブランチャード艦長の運にその可能性に賭けて、北緯12度22分 東経137度04分 / 北緯12.367度 東経137.067度の地点で「大鳳」に向けて魚雷6本を発射した。「大鳳」を発艦直後の彗星1機が、「大鳳」に向かってくる魚雷を発見し体当たりを試みたが失敗し海中に突入した。アルバコアは即座に深深度潜航で避退したが、直後から3隻の駆逐艦から25発もの爆雷攻撃を受けた。6本のうち5本は距離が遠すぎて「大鳳」の後方を掠め去ったが、残った1本は「大鳳」の右舷前部に命中した。アルバコアでは「大鳳」に魚雷を命中させた1つの命中音やちょっとした爆発音を確認し、これは6番目に発射した魚雷によるものと判断した。
しかし、「大鳳」がどうなったのかは一切分からなかった。ましてや沈むとは誰も考えていなかった。アルバコアのブランチャード艦長も「絶好のチャンスを逃した」と考えていた。そして、これは司令部でも同様の考えであり、この時点では暗号解読でも「翔鶴」の沈没しか確認できなかった。戦果は「翔鶴型空母1隻撃破」として処理された。アルバコアは12時に浮上し、ヤップ島とウルシー環礁方面でパイロット救助任務に従事した。6月30日にはファイス島のリン酸塩生産施設に対して午前と午後に一度ずつ艦砲射撃を行い、7月2日にヤップとパラオ間の交通路の哨戒に転じた。7月3日、アルバコアは北緯06度10分 東経136度18分 / 北緯6.167度 東経136.300度の地点で木製機帆船「大栄丸」（共同水産、130トン）を発見。「大栄丸」には、ヤップ島からパラオへの疎開者78名が乗船していた。アルバコアは4インチ砲と機銃で、後方から「大栄丸」を攻撃して炎上させ撃沈した。やがて航空機が飛来してきたので潜航し、浮上後に女性と幼児の生存者を救助した。この際、日本側に救助された大栄丸船長らの証言によれば、アルバコアの乗員は海中に放り出された疎開者に対して発砲したり、棒でつついたりして虐殺を楽しんでいたように見えたという。事が表沙汰になると、日本側の新聞はこの「残虐行為」に対して非難する記事を書きたてた。
7月15日、アルバコアは48日間の行動を終えてマジュロに帰投。この時、アルバコアの本当の戦果が伝えられた。アルバコアの魚雷が命中した「大鳳」は、魚雷命中による損傷により漏れたガソリンが艦内に充満して気化し、これに引火爆発して大火災を起こし沈没していた。暗号解読班は「大鳳」の状況がなかなかつかめないでいたが、マリアナ沖海戦後に捕まえた日本海軍の捕虜から大鳳沈没の情報を得た。ただし、「大鳳」を新しい空母とは思わず、あくまで「翔鶴型空母1隻撃沈」として評価された。アルバコアは潜水母艦「ブッシュネル」(Bushnell, AS-15) による整備を受けた。

### 第10、第11の哨戒 1944年8月 - 11月
8月8日、アルバコアは10回目の哨戒で日本近海に向かった。豊後水道と紀伊水道の間の四国南方海域で哨戒。8月21日未明、アルバコアは北緯32度20分 東経131度52分 / 北緯32.333度 東経131.867度の沖の島で2つの目標を探知し、相手が何か分からないまま浮上攻撃で魚雷を3本ずつ計6本発射した。魚雷は対潜掃討中の特設駆潜艇「新港丸」（日本海洋漁業、88トン）に向かっていったが、「新港丸」はこれを回避した。翌8月22日夜にも北緯32度34分 東経132度22分 / 北緯32.567度 東経132.367度の地点でレーダーで目標を探知し、魚雷を4本発射したが命中しなかった。9月3日、アルバコアは北緯33度27分 東経135度40分 / 北緯33.450度 東経135.667度の潮岬近海で輸送船を護衛していた艦艇に対して魚雷を4本発射したが、これも命中しなかった。9月5日午後、アルバコアは北緯32度24分 東経134度15分 / 北緯32.400度 東経134.250度の高知県佐喜浜沖2キロの地点で不時着機の救援を行っていた輸送船「新月丸」（日本製鐵、880トン）を発見し、魚雷を3本発射して2本を命中させて撃沈した。翌9月6日には北緯33度27分 東経135度33分 / 北緯33.450度 東経135.550度の潮岬280度10海里の地点で特設掃海艇「第三江口丸」（日本近海汽船、198トン）を発見して魚雷を4本発射し、1本を命中させて撃沈した。9月11日にも北緯32度20分 東経131度50分 / 北緯32.333度 東経131.833度の深島の189度27海里の地点で、就役して間もない「第165号駆潜特務艇」に対して魚雷を3本発射し、1本を命中させて撃沈した。9月25日、アルバコアは49日間の行動を終えて真珠湾に帰投。艦長がヒュー・R・リマー少佐（アナポリス1937年組）に代わった。
10月24日、アルバコアは11回目の哨戒で日本近海に向かった。10月28日にミッドウェー島で給油した後三陸沖に向かったが、それ以後通信が途絶え行方不明となった。帰投予定日である12月10日になっても帰投しなかったため、12月21日に亡失が認定され、1945年3月30日に除籍された。これより先の11月7日、一隻の潜水艦が日本沿岸で触雷して沈没していた。これがアルバコアだった。
アルバコアは第二次世界大戦の戦功で9個の従軍星章を、第2回、3回、8回、9回目の哨戒で殊勲部隊章を受章した。艦名はのち実験潜水艦アルバコア (USS Albacore, AGSS-569) に引き継がれ、生き残った乗員が命名式に立ち会った。

### アルバコアの最期
日本側の主たる記録である大湊防備隊が編集した「敵潜水艦撃沈確認詳報第一号」（1944年11月15日作成）によると、アルバコアの最期の仔細は以下のとおりであった。
1944年11月7日、この日の津軽海峡近辺の天候は曇で、視界は15キロ。北西の風が吹き、風速は8メートルであった。海上はややうねりがあったが、対潜艦艇が哨戒するには特に問題は無かった。7日11時半ごろ、津軽海峡東口恵山岬灯台20度6海里付近を哨戒中であった第二十八掃海隊所属の特設掃海艇「第七福栄丸」（満鮮運輸、282トン）は、見張り員がしばしば潜望鏡のようなものを発見したものの、すぐ見失っていたのでさほど気にも留めていなかった。12時ごろには船体にわずかな衝撃を感じたが、船体にも周囲の海面にも特段の変化は認められなかった。「第七福栄丸」は進路を南に固定し7ノットの速力でジグザグ航行しつつ対潜哨戒を実施していた。
12時35分、「第七福栄丸」が恵山岬灯台105度3.5海里の地点を航行中に左舷後方170度2,500メートルの地点から水中爆発音を聴取、それと同時に爆雷の爆発音のような衝動を船体に受けた。また、下北半島桑畑（青森県風間浦村）の防備衛所が水中聴音機で52度約40キロの方向から2発の水中爆発音を観測、その方向に黒煙があがるのを確認した。同じく恵山見張所でも機雷爆発音を聴取した。「第七福栄丸」では水中爆発音聴取と同時に即座にその方向を見ると、推定10mばかりの盛大な水柱を確認し、0.5秒の間隔で2つの大きな爆発音と船体への振動を感知した。この時、黒色の潜舵らしきものが一瞬見えたがすぐ消え去った。潜水艦が機雷に触れたことを確認した第七福栄丸は面舵に反転しその地点に急行。爆発地点の直上付近で約1時間探査を行なった。この頃には大湊航空隊の航空機も飛来し、多数の浮遊物を確認した。
現場では約5分間気泡の噴出が収まらず、重油流出も7分後から確認され、梅干大の油泡が無数に浮かび上がっていた。「第七福栄丸」は油泡の中に甲板の木片、ベッド、書籍、タバコ、衣服や糧食などが多数浮上してくるのを確認。一部を参考品として回収した。以下に挙げるのはその回収品である。「第七福栄丸」は以下の物品を引き上げ基地に帰投した。
被服類：背部に「ALB-5」と書かれた防寒用ジャンパーの他、靴下や「ASK」と書かれた衣類など計6点
アメリカ製タバコ：ラッキーストライク1個、フィリップモリスとキャメルそれぞれ5個
書籍："One Man's Meat" 、"The Day Mustdawn" 、"Libertine Lyrics" 他1冊
日用品：マッチ、紙、マドロスパイプ（イギリス製）、油缶、ゴム印（天測計算用紙用）、刷毛3個、雑用ノート（未記入）、洗濯石鹸
艤装品：コルク、木座、木片他
食料：バター若干、ハム
この海域で同時期に撃沈された潜水艦は他になく、アルバコアの戦没はほぼ確実と見られる。アルバコアが触れたと思われる機雷は、1943年11月8日に敷設された機雷を1944年7月22日に補強したもので、機雷は13メートルないし15メートルの深度に九三式機雷250個が敷設されていた。アルバコアの触雷位置は、恵山岬灯台105度3.5海里の地点であった。
アルバコアの最期の瞬間を直接見た「第七福栄丸」は戦争を無事生き残り、戦後は「恵光丸」と改名して瀬戸内海方面で1979年ごろまで貨物船として活動した。

### 残骸の捜索
2021年、日本の工学者・浦環が主宰するラ・プロンジェ深海工学会がアルバコアの潜水調査を行う予定だった。しかし、新型コロナウイルス感染症の影響により二度延期され、2022年5月に実施される事になった。2022年5月25日に調査を開始し、発見した艦を翌26日に水中映像によりアルバコアだと断定した。
2022年10月1日、マルチビームソナーとROVを使ったより詳細な調査を実施予定した。調査は翌10月2日に行われ、多くの映像の撮影に成功。2023年2月、アメリカ海軍歴史遺産司令部の水中考古学部（Underwater Archaeology Branch、UAB）は残骸を正式にアルバコアのものと確認した。